# NGC 5502
NGC 5502 (również NGC 5503 lub PGC 50508) – galaktyka spiralna (S), znajdująca się w gwiazdozbiorze Wielkiej Niedźwiedzicy.
Odkrył ją Edward D. Swift 9 maja 1885 roku. Dwa dni później obserwował ją jego ojciec, Lewis A. Swift. Pozycje obiektu obliczone przez nich na podstawie tych obserwacji były jednak niedokładne i różniły się na tyle, że Swiftowie uznali, że to dwa różne obiekty. John Dreyer, zestawiając swój New General Catalogue, błędu tego nie dostrzegł i skatalogował obie obserwacje jako, odpowiednio, NGC 5502 i NGC 5503.